# Madeleine Shaw Lefevre

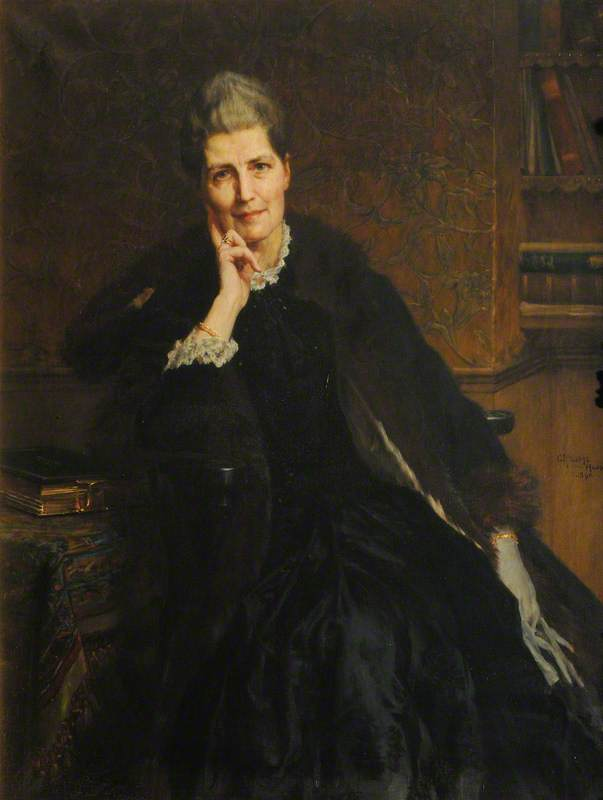
Madeleine Shaw Lefevre, 1890

 Madeleine Septima Shaw Lefevre (* 6. Mai 1835 in England; † 19. September 1914 in Farnham (Surrey), England) war eine britische Erzieherin und Hochschullehrerin. Sie war von 1879 bis 1889 die erste Direktorin von Somerville Hall an der Universität von Oxford.

## Leben und Werk
Lefevre war das siebte Kind und die vierte Tochter von Rachael Emily Wright und dem Rechtsanwalt und Politiker John Shaw Lefevre. 1866 reiste sie nach Fredericton in New Brunswick, Kanada, um ihre Schwester Rachel Emily Shaw-Lefevre zu besuchen, deren Ehemann Arthur Hamilton-Gordon dort Vizegouverneur war. Von dort reiste sie für einige Monate mit den Hamilton-Gordons nach Trinidad, wo Hamilton-Gordon bis 1870 Gouverneur war.
Lefevres Engagement in der Sozialarbeit entstand wahrscheinlich durch ihre Freundschaft mit der Schwiegermutter ihres Bruders, Julia Reynolds-Moreton, Countess of Ducie, die Gründungsmitglied der Workhouse Visiting Society war. Durch diese Verbindung war Lefevre bis 1877 Mitglied des Zentralkomitees der Metropolitan Association for Befriending Young Servants.

## Direktorin von Somerville Hall
Lefevre wurde im Mai 1879 zur Direktorin der neuen Somerville Hall in Oxford ernannt. Sie war dem Auswahlkomitee aufgefallen durch ihre Erfahrung in der Sozialarbeit sowie durch die Tätigkeit ihres Vaters, der von 1842 bis 1862 Vizekanzler der University of London gewesen war. Lefevre nahm die Stelle unter der Bedingung an, dass sie die Tätigkeit nur für ein Jahr ausüben und nur während des Semesters anwesend sein musste. Sie war dann aber 10 Jahre lang Leiterin von Somerville Hall. Ihr Gehalt betrug 100 Pfund im Jahr plus freie Kost und Logis, ein deutlich geringerer Betrag als bei allen ihren männlichen Kollegen.
Die Institution wurde im Herbst 1879 mit zwölf Studentinnen unter ihrer Leitung eröffnet. Laut dem Tagebuch von Lefevre gehörten in den ersten Jahren zwei Kühe und ein Schwein zum Betrieb, die später durch ein Pony und einen Esel ersetzt wurden. Während ihrer zehnjährigen Amtszeit vergrößerte sich Somerville Hall von einem Wohnheim zu einem großen Gebäudeblock, der 1886 nach den Entwürfen von Harry Wilkinson Moore errichtet wurde. Sie leitete Somerville Hall nach dem Vorbild von Anne Clough für Newnham Hall, später Newnham College in Cambridge.
Lefevres Hauptaufgabe während ihrer Amtszeit bestand darin, Somerville Hall langfristig zu etablieren. Sie nutzte ihre persönlichen und politischen Verbindungen, um Geld für das College zu sammeln, und war an der Verwaltung des Colleges und der Universität beteiligt. Sie arbeitete eng mit Elizabeth Wordsworth zusammen, die Rektorin der Lady Margaret Hall in Oxford war. Der Unterricht wurde von der Association for the Education of Women unter der Leitung von Bertha Johnson organisiert und 1882 wurde die erste Lehrerin in Somerville ernannt. 1884 wurden Frauen zu Universitätsprüfungen zugelassen, obwohl sie erst 1920 ihren Abschluss machen konnten. Neben ihrer Tätigkeit in Somerville Hall wurde Lefevre ab 1885 auch Treuhänderin des Bedford College for Women in London.
Der Belastungen ihrer Arbeit führten dazu, dass Lefevre 1885 ihren Rücktritt einreichte, den sie erst nach einer sechsmonatigen Beurlaubung zurückzog. Sie nutzte diese Zeit, um die Hamilton-Gordons diesmal in Ceylon zu besuchen.
Lefevre ging 1889 in den Ruhestand und lebte mit ihren ebenfalls unverheirateten Schwestern in Farnham. Eine der 35 Studentinnen in ihrem Abschlussjahr 1889 war Cornelia Sorabji. Dreizehn der 82 Studierenden während ihrer Amtszeit erreichten Noten, die einem erstklassigen Abschluss entsprachen. Agnes Catherine Maitland wurde ihre Nachfolgerin im Amt. Lefevre war weiterhin im Rat von Somerville Hall tätig und engagierte sich auch in der Schulausschussarbeit in Farnham.
Lefevre starb im Alter von 79 Jahren in Farnham und wurde in Ascot begraben.